# Inmunidad cualificada
La inmunidad cualificada (en inglés: qualified immunity) es una doctrina legal del derecho estadounidense que protege a los oficiales del gobierno de ser demandados por cualquier acción discrecional llevada a cabo durante el ejercicio de sus funciones, a menos que su conducta viole leyes federales o derechos constitucionales «claramente establecidos». De esta forma la inmunidad cualificada protege a los oficiales que «toman decisiones razonables, pero erróneas, respecto a interrogantes jurídicas», pero no ampara «la incompetencia o a aquellos que saben que están violando la ley».
La Corte Suprema de los Estados Unidos estableció la inmunidad cualificada en 1967 con la intención de proteger a los agentes de la ley de tener que afrontar demandas y el pago de indemnizaciones en los casos en que hayan actuado de buena fe en situaciones en que no esté claro que su conducta esté apegada a la ley. A partir de 2005 los tribunales empezaron a aplicar frecuentemente esta doctrina en casos de brutalidad policial en que se hacía uso excesivo de la fuerza, llegando hasta casos que provocaban la muerte. Esto derivó en críticas que declaraban que la inmunidad cualificada «se ha convertido en una herramienta casi infalible para dejar impune la brutalidad policial y para negarle a las víctimas sus derechos constitucionales».

## Historia
En el caso Pierson contra Ray de 1967, la Corte Suprema de los Estados Unidos justificó la necesidad de la inmunidad cualificada bajo el argumento de que los policías no deberían «tener que escoger entre ser acusados de incumplir su deber por no arrestar a alguien cuando hay una causa probable o tener que pagar una multa por hacerlo».

### Demandas bajo el título 42 del USC
La inmunidad cualificada se usa frecuentemente en los casos que involucran a la ley de derechos civiles, especialmente aquellas demandas bajo la sección 1983 del título 42 del Código de los Estados Unidos (USC). Bajo este código una persona puede demandar por daños causados cuando los oficiales estatales violan sus derechos constitucionales u otros derechos federales:

Cualquier persona que, bajo cualquier estatuto, ordenanza, regulación, costumbre o uso en cualquier estado o territorio o el distrito de Columbia, someta o haga que se someta a cualquier ciudadano de Estados Unidos o a otra persona bajo tal jurisdicción, privándolo de cualquiera de sus derechos, privilegios o inmunidades garantizadas por la constitución y las leyes, será responsable ante la parte lesionada.

### Historia de la inmunidad cualificada
El modelo actual de la inmunidad cualificada fue establecido en el caso Harlow contra Fitzgerald de 1982. Antes de este caso, la inmunidad solo se podía obtener si el oficial creía de buena fe que su conducta era legal y su comportamiento era objetivamente razonable. Y para determinar si tales criterios se cumplían era necesario que el oficial pasara por un juicio, comúnmente ante un jurado.
En consecuencia, había preocupación dentro de la Corte Suprema de que el llevar a juicio a un oficial afectase su capacidad para cumplir con su trabajo, «desviando al oficial de cumplir con asuntos públicos urgentes y disuadiendo a ciudadanos capaces de aceptar un cargo público». De esta forma estableció que la normativa para la inmunidad cualificada debía ser: «Las acciones discrecionales de los oficiales del gobierno no podrán enfrentar juicios por daños civiles en la medida en que su conducta no viole estatutos o derechos constitucionales claramente establecidos, sino que se deberá decidir de acuerdo a cómo habría actuado una persona razonable en la posición del oficial». Por lo tanto, la aplicación de la inmunidad cualificada ya no dependía de determinar si un oficial había actuado de buena fe, sino de establecer si una persona razonable habría actuado de la misma forma en las mismas circunstancias, eliminando la necesidad de llevar a juicio al oficial.

## Aplicación de la inmunidad cualificada

### Requisito de acción discrecional
La inmunidad cualificada solo aplica a acciones consideradas «discrecionales» y no se aplica a las acciones «ministeriales». Un acto discrecional requiere que un oficial determine por cuenta propia «si se debe hacer una acción o seguir un curso» y que decida la mejor forma para conseguir ese objetivo. Mientras que en un acto ministerial el oficial tiene que seguir una serie de acciones establecidas previamente, con independencia de su opinión o criterio. Y aunque las acciones ministeriales pueden llegar a requerir cierto grado de discrecionalidad, no necesariamente ocurren en el grado suficiente para satisfacer los criterios de la inmunidad cualificada.

### Requisitos de ley claramente establecidos
La inmunidad cualificada no protege a los oficiales que violan los «estatutos o derechos constitucionales claramente establecidos y que una persona razonable conocería».
La determinación de si una ley está «claramente establecida» depende de que la jurisprudencia lo haya determinado así o de que haya establecido los «límites del derecho» en los cuales quede claro que la conducta del oficial es ilegal. Si bien las sentencias de la Corte Suprema pueden definir que está «claramente establecido» a nivel nacional, las decisiones tomadas en Cortes de Apelaciones sobre este aspecto tienen un efecto más reducido, pues sus decisiones generalmente se limitan al circuito en que estas se encuentran —aunque la Corte Suprema ha puesto en duda este planteamiento—. Para que una ley se considere «claramente establecida» los acontecimientos ocurridos en el caso llevado a juicio deben ser lo más cercano posible a los hechos del caso que se tome como antecedente y sobre los cuales la Corte Suprema o la Corte de Apelaciones ya haya emitido una resolución.

## Objeciones y críticas

### Imprecisión
El establecimiento de la «inmunidad cualificada» ha causado que los ciudadanos pierdan muchas de las protecciones establecidas en la sección 1983 del título 42 del Código de los Estados Unidos (USC). Para un juez es posible casi siempre argumentar que no hay una concordancia exacta entre lo establecido en el código y lo determinado en los casos prececentes.

Esta doctrina, creada de la nada por la Corte Suprema, otorga inmunidad a los agentes públicos aún cuando tengan mala conducta a menos que violen la ley «claramente establecida». Este estándar es increíblemente difícil de superar para los demandantes de derechos civiles porque están obligados no solo a tener una ley explícita, sino también a tener un caso previo con acontecimientos prácticamente idénticos.

La Corte Suprema ha defendido la necesidad de la inmunidad cualificada amparándose en la aplicación del principio de buena fe del derecho consuetudinario, para servir como defensa a los oficiales ante la rigidez de lo establecido en la sección 1983 del USC. Sin embargo, William Baude, profesor de leyes de la Universidad de Chicago, ha argumentado que «no existe tal defensa, ni existe tal rigidez [...] Y aún si eso fuese así, la doctrina de la inmunidad cualificada no sería la mejor solución».

### Ineficacia
En 2017, un texto publicado en el Yale Law Journal titulado «Cómo falla la inmunidad cualificada» escrito por la profesora en derecho Joanna C. Schwartz llevó a cabo un estudio de la aplicación de esta doctrina legal. Tras analizar 1183 juicios en que se implicó la sección 1983 del USC, la profesora encontró que la inmunidad cualificada fue invocada principalmente en casos donde no era aplicable y en consecuencia su uso fue rechazado frecuentemente. La conclusión que planteó fue que esta doctrina es incapaz de cumplir los objetivos para los que se concibió, de manera que no es posible fortalecerla y es preciso reemplazarla por otros mecanismos para cumplir su finalidad.
En agosto de 2018 el juez de circuito Don Willett se declaró indeciso cuando la Corte de Apelaciones del Quinto Distrito declaró que el Texas Medical Board estaba amparado por la inmunidad cualificada en un caso donde los doctores revisaron los historiales de los pacientes sin contar con las debidas garantías constitucionales. Willett pidió un «repaso profundo» de lo que implicaba una «ley claramente establecida» en la aplicación de la inmunidad cualificada, citando la tendencia presente en muchos tribunales de conceder la inmunidad sin que existiera un precedente claro, mientras evadían la cuestión de si se había llevado a cabo o no una violación de los derechos constitucionales.

### Posición dentro del derecho
A pesar de que la inmunidad cualificada ha sido repetidamente declarada como un precedente federal, y que una inmunidad similar ha sido establecida en algunas leyes estatales, ningún estatuto federal concede explícitamente la inmunidad cualificada, y su posición dentro del derecho consuetudinario no resulta clara. Los críticos han cuestionado que la adopción de la doctrina de la inmunidad cualificada en la ley federal representa una forma de activismo judicial.
Los críticos también argumentan que el uso del término «claramente establecido» desalienta la creación de normas más claras al respecto, incluso para circunstancias comunes. El primer litigante que demande a un oficial por haber realizado alguna conducta que no tenga precedentes en casos anteriores tiene altas posibilidades de perder, precisamente porque hasta ese momento no existe ningún precedente de que esa ley haya sido considerada «claramente establecida», de forma que el litigante no tendrá en que apoyar su caso. Y aun cuando exista un precedente similar, no tiene certeza de que se considerará como un estándar aplicable a su caso. Estos críticos afirman que hasta que no se establezcan parámetros claros, la inmunidad cualificada tendrá que seguir aplicándose a través de casos análogos. El Institute for Justice consideró que «la inmunidad cualificada significa que los oficiales del gobierno pueden quedar libres tras violar tus derechos mientras que ellos los quebrantan de formas que nadie había imaginado antes».